# Cadier en Keer
Cadier en Keer – miasto w prowincji Limburgia, w Holandii. Według danych na rok 2018 miasto zamieszkiwało 3295 osób, a gęstość zaludnienia wyniosła 1800 os./km².

## Klimat
Klimat jest umiarkowany. Średnia temperatura wynosi 8 °C. Najcieplejszym miesiącem jest lipiec (18 °C), a najzimniejszym miesiącem jest luty (0 °C).